# 横浜新都市交通1000形電車
横浜新都市交通1000形電車（よこはましんとしこうつう1000がたでんしゃ）は、横浜シーサイドライン（旧・横浜新都市交通）に在籍し金沢シーサイドラインで運用されていたAGT（新交通システム）車両。

## 概要
金沢シーサイドライン新杉田 - 金沢八景間の開業に合わせて登場した、建設省・運輸省（共に現・国土交通省）制定の「新交通システムの標準化と基本仕様」の規格に基づいた第一号の車両であり、1988年（昭和63年）から1989年（平成元年）にかけて5両編成17本（85両）が新潟鐵工所、日本車輌製造、東急車輛製造、三菱重工業で製造された。
車両番号の付与方法は、百ならびに十の位で製造順を（第一編成であれば「01」）、一の位で編成内における連結順を示すという横浜市営地下鉄の各形式に準じた方式が採用されている。

### 車体
車体は普通鋼製であり、片側1箇所に両開客用扉を備える。車両の総重量を軽くするため、数々の工夫が各所に施されており、車両の妻面にある機器スペースを腰の高さまで調整したため、AGTでは珍しく妻面に窓が設置されている。塗装はホワイトをベースカラーとし、窓周りがマリンブルー、窓下にオレンジ・イエローの帯が回っている。なお、第17編成は、窓下の帯が緑の濃淡とされている。また、第12編成が横浜F・マリノスによるラッピング車両で、第15編成がシーサイドライン20周年記念ラッピング車両となっていた。

### 車内装備
座席はオールロングシートで、空調装置は天井からの吊下げ型である。網棚は設置されていない。座席モケットの柄は、製造当初はベージュにブルー・オレンジの帯が入ったものであったが、2001年（平成13年）12月末から後述の車体再生工事の際、一部の編成を除き工事と同時に赤系のモケットへ更新されている。窓には日除けとしてレースの横引きカーテンが備えられている。

### 主要機器
営団01系電車などで採用実績を有する、GTO素子による高周波分巻チョッパ制御（4象限チョッパ制御）方式を採用し、3段階に変調するチョッパ音が特徴である。電機子チョッパ（2相1重）の周波数は700Hz×2相（175Hz・350Hz・700Hz間の可逆制御付）
、界磁チョッパの周波数は175Hzである。装置は新交通システム用に一体箱構造を採用し、小型軽量化を図っている。また、定速運転装置を搭載している。
ブレーキ方式は電気指令式空気ブレーキで、回生制動を併用する。主電動機は出力100kWの東洋電機製TDK-8840Aで、編成中に6台、1両あたり1台（3両目のみ2台）装備される。なお、日本のAGTの車両で主回路にチョッパ制御を採用している車両は、この1000形のほかにも桃花台新交通100系電車（2006年に路線廃止）や広島高速交通6000系電車がある。
冷房装置は出力10,500kcal/hのCU27S形を各車に1台ずつ搭載する。
分巻チョッパ制御装置などは三菱電機が担当した。主電動機、補助電源装置、集電装置、主幹制御器などの電気品は東洋電機製造が担当した。

### その他
ATOによる無人運転が行われている。走行距離を常に計測し続け、記憶した走行データと照合して加減速を行う。走行距離の誤差が累積しないよう、各駅の手前で無線による誤差修正が行われる。保安装置はATCを採用している。

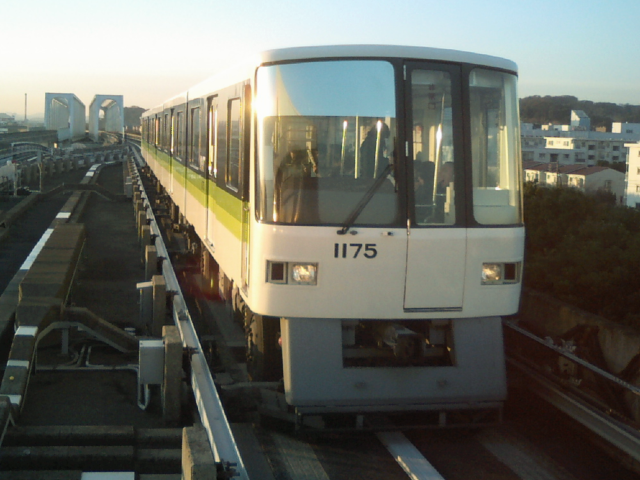
第17編成（窓下の帯が緑色）
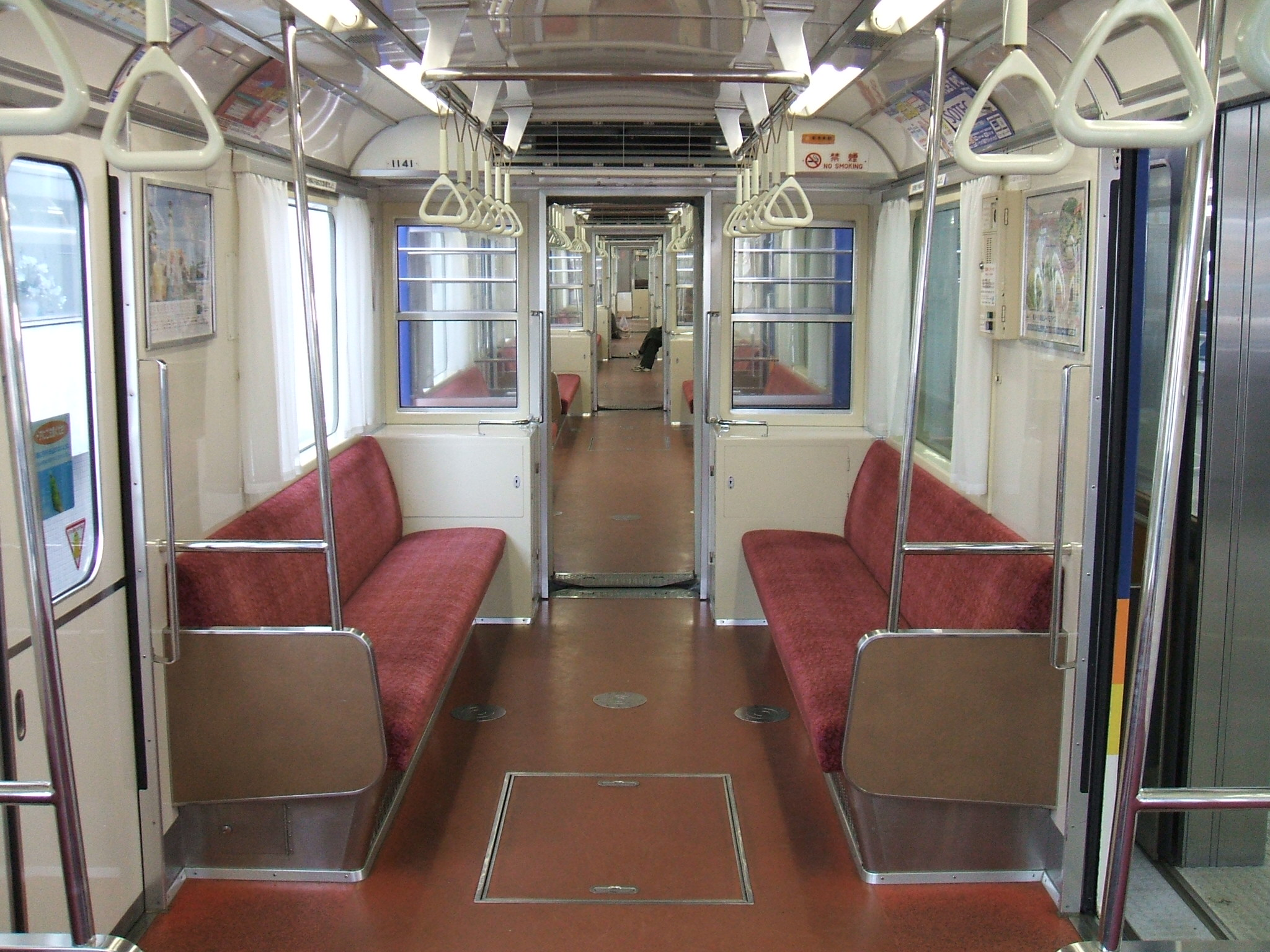
車内（新杉田駅にて）
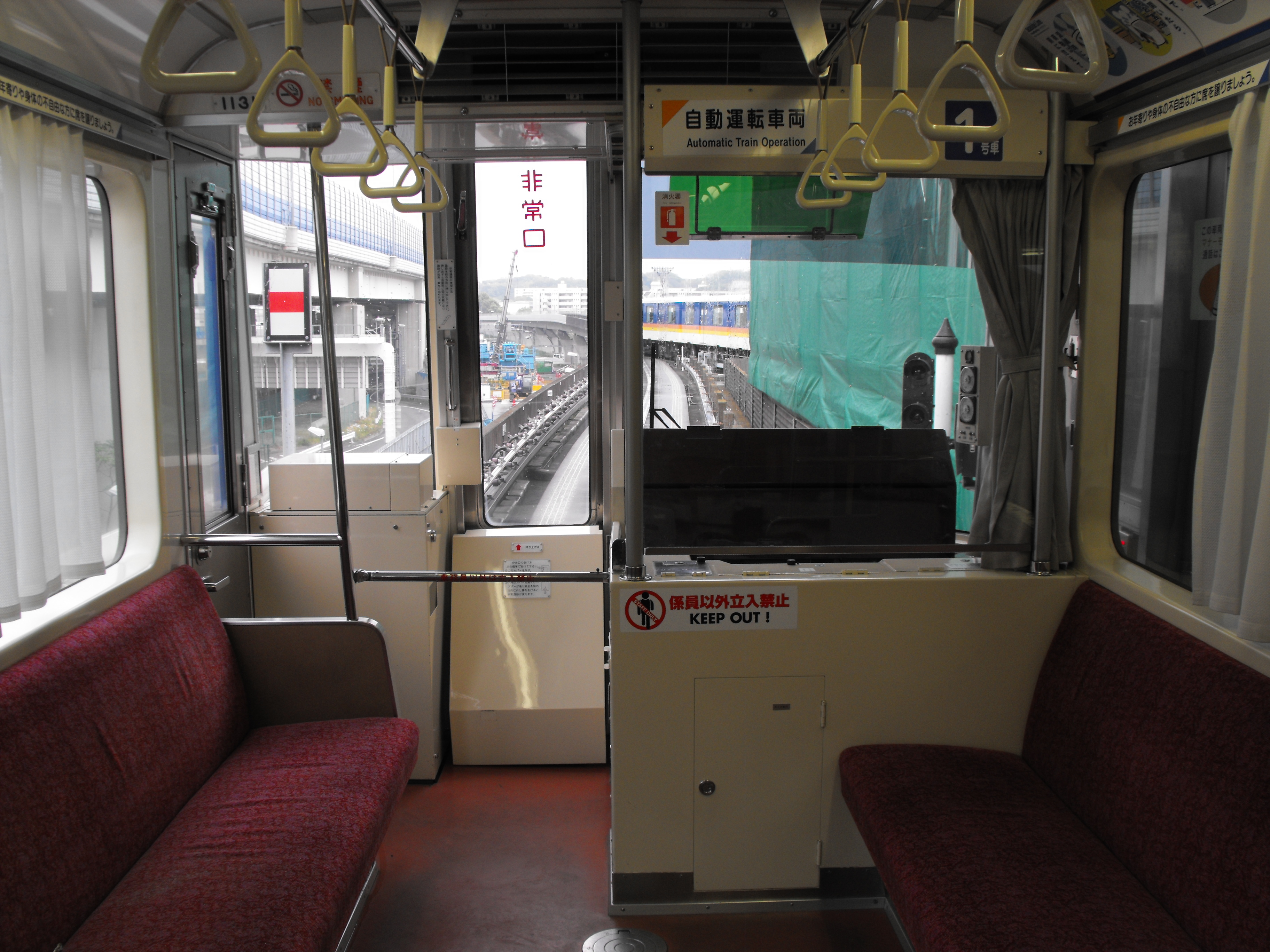
車内先頭部付近（新杉田駅にて）
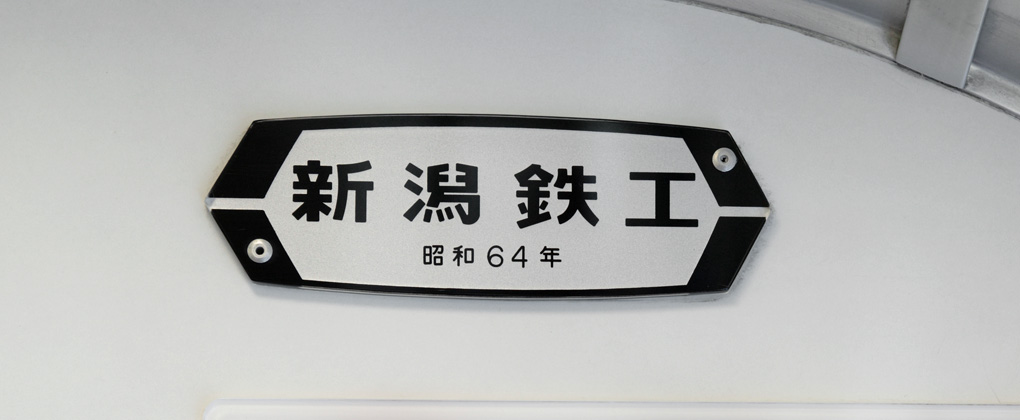
車内銘板（新潟鉄工所　昭和64年製）

## 導入後の変遷

### 車両更新
製造から13年が経過し、海上部を走行することにより老朽化が進んだことから、2001年（平成13年）12月から2005年（平成17年）2月にかけて、車体更新が施工された。車体の腐食部分の部分補修・一部機器の交換・外板の再塗装等が施され、前面スカートに表記されていた車両番号を前面窓下に移設した。また、一部の編成を除き、工事と同時に座席シートモケットの交換を実施した。新しい車両番号表記は白文字から青文字になり、サイズも拡大されている。また度々、要望が出ていた自動放送装置の更新は2007年（平成19年）6月から開始され、内容に英語放送が追加された。なお、更新の際に座席モケットの交換が行われなかった編成は10F･17Fである。（10Fは廃車まで未更新）ちなみに10F･17Fはそれぞれ最後の1･2番目の更新施工編成であり（10Fは2004年12月、17Fは2005年2月に施工）、シート交換は最後から3番目の2004年8月施工の16Fで打ち切っていた。
2008年（平成20年）3月より、車番末尾「2」の車両に車椅子スペースを設置した。なお、更新対象から外れた07Fは2007年（平成19年）に廃車され、同編成のシートは2009年1月に17Fに転用された。

### 淘汰

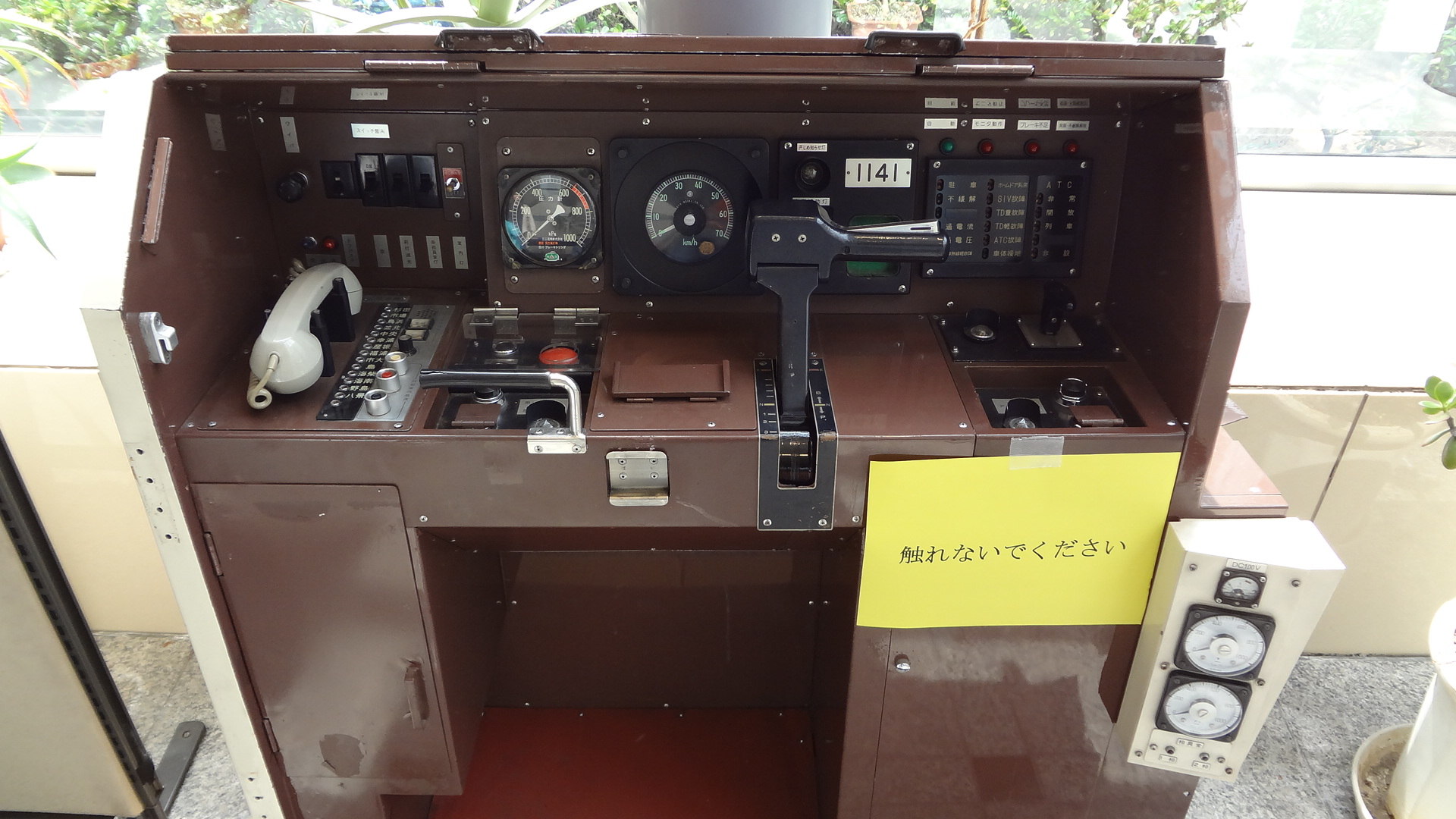
オークション販売された運転台

前記更新を経て運用された本形式であるが、製造後20年を超過し老朽化が進行したことから、2011年（平成23年）以降、新型車両2000形によって代替されることとなった。2000形は2014年までに16編成が導入され、本形式は全編成が置き換えられた。
2007年に廃車された07Fの解体発生品の一部は2007年5月に開催された京急ファミリー鉄道フェスタ（主催・京浜急行電鉄）において売却された。
2011年・2012年に廃車された編成の解体発生品の一部は、翌年3月に開催されたシーサイドラインフェスタにおいて売却された。また2012年廃車分は運転台が切り離され、オークション販売された。
2013年12月26日、2014年で1000形が全車引退することが発表された。引退記念イベント第1弾として、2014年1月25日と26日の2日間、車両基地にて事前予約制の1000形撮影会を開催した。
2014年3月1日、8日、15日、21日、22日の計5日間、事前応募制で引退記念イベント第2弾として、1000形運転体験を開催した。
2014年5月17日、24日、事前応募制で引退記念イベント第3弾として、1000形サヨナラ乗車会を実施。24日のさよなら運転を最後に全車引退した。
なお、全車引退後も第16編成（両先頭車のみ）が車両基地に保存されており、2014年11月30日には見学ツアーが実施されたほか、毎年春に実施されている『シーサイドラインフェスタ』でも屋外展示が行われている。

## 編成・運用
本形式は車椅子スペース・弱冷房車の位置が2000形とは異なるほか、2・4号車が優先車両となっていた。なお、○○のところに来る数字は、前述の編成番号となっている（例、1111 → 11編成）。
横浜新都市交通1000系編成表（車両更新後）
|                                                 | ← 金沢八景新杉田 → |               |           |           |            |
| 号車                                            | 1                  | 2             | 3         | 4         | 5          |
| 形式                                            | 1○○1 (Mc1)         | 1○○2 (M2)     | 1○○3 (M3) | 1○○4 (M4) | 1○○5 (Mc5) |
| 設備                                            | 普通               | 優先席 弱冷房 | 普通      | 優先席    | 普通       |
| - Mc：制御電動車 - M：電動車 - ：車椅子スペース |                    |               |           |           |            |

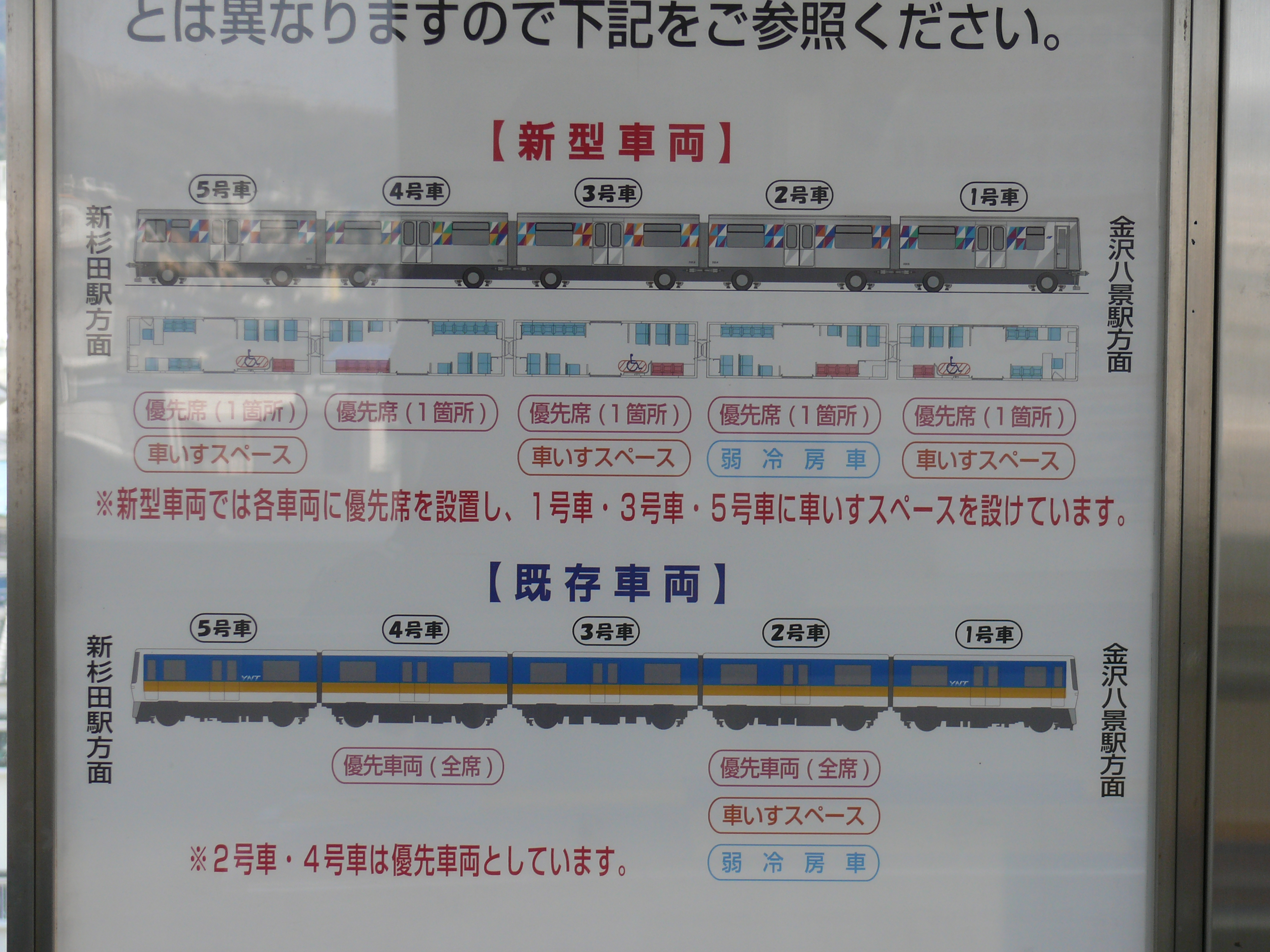
2000形との各種設備位置の相違に関する注意喚起ポスター。

前述したように第12編成、第15編成、第17編成はイベント用編成との位置付けをされていたが、全編成が共通運用されており、特に運用上の区分はされていなかった。